# 飛輪海
飛輪海（英: Fahrenheit：フェイルンハイ）は、台湾の2人組男性ポップ・アイドルグループ。台湾制作会社Comic Productions International（可米製作）と華研国際音楽に所属。 日本の所属レコード会社はポニーキャニオン。 香港の所属レコード会社はWOW Music。代表曲は「我有我的Young」、「出神入化」、「寂寞暴走」、「太熱」など多数。

## 概要
- 台湾コミックプロが1年間かけて世界各地から選りすぐった容姿端麗、個性豊かな2人組アイドルグループ（平均身長182cm）。
- F4、5566以来となる台湾の大型ボーイズグループ。
- グループ名の飛輪海（フェイルンハイ）は、ドイツ語のFahrenheit（華氏温度）の発音を漢字に当てたもので、4人のメンバーのそれぞれ持っているイメージ温度を表している。
- メンバーはチャリティやドラマ、司会など様々な場面で活躍している。
- 日本でのイベントの際に通訳を担当するのは、通称飛輪海5人目のメンバー「サミュエル・チョウ（周さん）」である。
- 中国では飛輪海に関する英語の試験問題がある。

## 来歴
- 2005年9月15日に結成し、同年12月28日にデビュー。12月26日にはデビューに先立ち、台北市内でデビュー記者会見を行った。アジア各国の新人賞を総なめにし、台湾をはじめとして、香港、澳門（マカオ）、中国大陸、モンゴル、韓国、シンガポールそして、他の東南アジア地域（特にマレーシア、インドネシア、ベトナム、タイ、フィリピン、ブルネイ）までに渡って広く認知を得ている。その人気から『F4接班人』（F4の後を継ぐ者）と呼ばれ、ポストF4とまで称される。
- 2007年11月21日には日本でもCDデビューをし、華流の注目株として期待が高まっている。
- 2008年1月2日、ニューイヤーイベントの出演料が中華圏全体で1位になり、2009年も出演料が1位になった。
- 2008年9月、香港公演を皮切りに2009年10月の台北公演まで1年に渡り、ワールドツアー『想入飛飛 世界巡迴演唱會』を開催した。
- 2008年10月、香港ディズニーランドの『迪士尼黒色世界 The Haunted Halloween at Hong Kong Disneyland』のイメージキャラクターに起用された。
- 2008年10月4日、韓国・ソウルワールドカップ競技場で開催された、2008アジアソングフェスティバル(ASF)で東方神起、w-inds.らアジア各国のアーティストと共に舞台に立った。
- 2008年11月には、F4から引き継いで台湾観光イメージキャラクターに就任し、12月10日にコンラッド東京で来日記者会見を行なった[1]。2012年まで5年連続で台湾観光大使を務めた。 また、台湾観光局テーマソング（Touch Your HeartとThe Heart Of Asia）を歌っている。
- 2009年4月28日、北京で行われた上海国際博覧会のカウントダウン1周年記念イベントに出席し、万博のテーマソングの1つとなる新曲「歓楽節拍123」を初披露した[2]。
- 2009年10月3日、予定されていたオーストラリア・シドニーのシドニー・エンターテイメント・センターでのコンサートは諸事情により延期になったが、近年アジアだけでなくオーストラリアやヨーロッパでも人気が出てきている。
- 2010年3月24日、3月25日の2日に渡って、東京のSHIBUYA-AX・大阪のヒルトン大阪で台湾観光局が主催する『旅行台湾 感動100』飛輪海記者会見が眞鍋かをりの司会の下、行われた。
- 2010年3月26日、韓国・ソウル特別市の『メロン・アックス』で韓国初のファンミーティングが行われた。
- 2010年9月15日、結成5周年を迎えた。同年12月28日にデビュー5周年を迎え、結成6年目を迎えた。
- 2011年3月25日、アーロン（炎亞綸）がソロミニアルバム『THE NEXT ME 下一個炎亞綸』を発売。
- 2011年6月5日、韓国・ソウル特別市の『AX-KOREA』 で、韓国では二度目のファンミーティング“THE HEART OF ASIA TIME FOR TIAWAN 飛輪海 FANMEETING IN SEOUL”を開催し、特別ゲストにSUPER JUNIORのリョウクとキュヒョンが登場した。
- 2011年6月11日、アーロンが国立台湾大学総合体育館1階ホールで1st ソロコンサート『一触即発慶功演唱會』を開催した。
- 2011年6月21日、ウーズン（吳尊）の脱退が所属するレコード会社によって発表され、残った三人でグループでの活動を続ける。 ウーズンは「また一緒にコンサートを開ければいい」と語っている。
- 2011年6月27日、5月にブルネイの元ナショナルチーム選手仲間とともに現地バスケのトーナメントに出場したウーズンは、その活躍が評価されて、ブルネイ・バスケットボール協会が発表したナショナルチーム最終選考リストにリストアップされた。
- 2011年7月21日、上海大舞台で行われた『雪碧炫霊感之夜』で四人が揃い「越来越愛」と「守護星」を歌い、コービー・ブライアントと共にバスケットボールのチャリティー試合を行った。
- 2011年7月23日、アーロンが北京で1st ソロコンサート『一触即発慶功演唱會』を開催した。
- 2011年7月31日、アーロンが上海で1st ソロコンサート『一触即発慶功演唱會』を開催した。
- 2011年8月12日、ケルビン（辰亦儒）のブランド『WOW』が『ディズニー』とコラボレーションする事が発表された。
- 2011年8月20日、台湾観光局主催のイベント『飛輪海種子兵団二部』が台南市安平古堡で四人が揃い開催された。
- 2011年12月4日、新北市淡水区・福容大飯店淡水漁人碼頭で開催された、台湾観光局主催のイベント『台湾美食心体験』に四人が揃い開催された。
- 2012年4月21日、台湾観光局主催のコンサート『2012 TIME FOR TAIWAN CONCERT』が台北国際会議中心（Taipei International Convention Center）で開催された。
- 2012年8月18日、上海东方体育中心で行われた『雪碧明星篮球表演赛』に飛輪海からウーズンとアーロンが参加し、コービー・ブライアントと共にバスケットボールのチャリティー試合を行った。
- 2013年9月、ジロー（汪東城）が大陸の事務所（海润影视集团）と契約し、グループを脱退。
- 2015年9月15日に結成10周年を迎え、12月28日にはデビュー10周年を迎えた。

## メンバー
- 辰亦儒（チェン・イールー、本名：陳奕儒、1980年11月10日 - ）春、77°F(摂氏25度)
  - 愛称：Calvin (ケルビン)
  - 身長：186cm、体重：65kg、血液型：A型。台湾・台北市出身。
  - 学歴：サイモンフレーザー大学経済学系卒業。ビクトリア大学経済学研究所卒業。国立政治大学財政学研究所在学中（休学中）。
  - 台湾の最難関校の一つである台北市立建国高級中学（高等学校）を卒業しており、カナダのビクトリア大学でリサーチアシスタントを務めていたこともある。
  - 大学へは1年飛び級で入学している。
  - 元々はカナダの中央銀行であるカナダ銀行に就職することが決まっていたが、カナダ中文電台主催の「2004 Sunshine Boyz Contest (Canada)」で優勝して、現事務所に入所した。また、2008年大会にはアーロンと共に審査員として出演した。
  - 2008年8月3日から2週間、健康状態の理由より補充兵として兵役を勤めた。
  - 「WOW」というアパレルブランドを経営している。
  - 「BAKE CULTURE」というベーカリーショップをウーズンと呉建豪と共に共同投資し、台湾とブルネイに2店舗を構えている。
  - サブボーカル、ラップ、ヒューマンビートボックスを担当。
  - 台湾のMTVで放送されている音楽番組「日韓音楽瘋」と「蘋果娯楽新聞(脱退)」でMCを務め、中国の「健康相対論」でもMCを務めている。
  - 英語、台湾語、中国語、広東語、韓国語を話すことが出来る。
  - カナダ・バンクーバーに7年間住んでいた。
  - 2020年1月23日、歌手で女優の曾之喬と結婚したことを双方のFacebookで発表した[3]。

- 炎亞綸（イェン・ヤールン、本名：吳庚霖、1985年11月20日 - ）冬、41°F(摂氏5度)
  - 愛称：Aaron (アーロン)、阿布 (アーブー)
  - 身長：179cm、体重：62kg、血液型：O型。台湾・台北市出身。
  - 学歴：中国文化大学新聞コミュニケーション学部(2年次まで) → 景文科技大学リベラルアーツ学群英語学科在学中。
  - 英語、中国語、台湾語、広東語、日本語を話すことが出来る。
  - 2004年、インターネットの美少年投票で、1位を獲得し現事務所に入所した。
  - 2010年、兵役の健康診断を受け「退行性関節炎」と診断され、兵役免除となっている。
  - メインボーカルを担当。
  - 2011年、「下一個炎亞綸」でソロデビュー。
  - チェン・ボーリン、リン・チーリンと共に出資し、台北にある高級美容室「&HAIR」を経営している。
  - 父親は台湾大学付属病院の内科腎臓科・綜合診療部血液淨化科で主任医師をしている。
  - アメリカ・コネチカット州に5年間住んでいた。

### 脱退メンバー
- 吳尊（ウー・ズン、本名：吳吉尊、1979年10月10日 - ）秋、59°F(摂氏15度)
  - 英字表記：Wu Chun
  - 身長：181cm、体重：74kg、血液型：O型。ブルネイ・バンダルスリブガワン出身。
  - 学歴：RMIT大学ビジネス学系卒業。
  - 高等学校はChung Hwa Middle School（ブルネイの中華学校）を卒業している。
  - ブルネイと上海でトレーニングジム「Fitness Zone」を4軒(Kiulap店、THE MALL店、Serusop店、Shanghai店)経営し、ハサナル・ボルキア 国王は顧客である。マレーシアの「2008年度 青年企業家賞」を史上最年少の若さで受賞している。また、「Palm Garden Hotel」と言う名の6ツ星ホテルも所有する。
  - 「BAKE CULTURE」というベーカリーショップをケルビンと呉建豪と共に共同投資し、台湾と母国ブルネイに2店舗を構えている。
  - ブルネイのバスケットボールナショナルチームメンバーのキャプテンとして活躍し、中国が誇るNBAスター姚明と対戦した経験を持つ。「1998 Indonesian Praise Centre Cup Basketball Tournament」ではMVPを獲得した。
  - ブルネイでの愛車はランボルギーニ・ガヤルド(他に赤のフェラーリ、青のインプレッサ、ポルシェ・カイエンなど9台を所有)。
  - 祖父の代に福建省金門県からブルネイに移民した華僑であり、金門島には故郷に多額の寄付をした祖父の銅像が建立されている。
  - オーストラリア留学中に右腕と右足首にタトゥーを入れている。
  - メンバー1の美肌で、共演女優に「自分より綺麗」と、こぞって言わしめるほど。 その美肌を買われて「POND'S」のイメージキャラクターに選ばれた。
  - 英語、台湾語、中国語、広東語、福建語、マレー語、フィリピン語を話すことが出来る。
  - 父親は不動産業を営んでおり、経営の範囲は中華圏、ブルネイ両地に及んでいる。祖父は「GHK Motors」と言う三菱自工のディーラーで、一家は毎年ブルネイ王室の様々な催しに参加し、同国を代表する富豪といわれている。
  - 2005年1月、台湾旅行中にプロデューサーにスカウトされ、現事務所に入所した。
  - 普通話が殆ど喋れず、デビューまでの3ヶ月間で勉強して習得した。
  - サブボーカルを担当。
  - モデル出身。
  - オーストラリア・メルボルンに6年間住んでいた。
  - 2013年10月、既婚者で3歳の娘と、0歳の息子が居ることを発表。

- 汪東城（ワン・ドンチェン、本名：汪東成、1981年8月24日 - ）夏、95°F(摂氏35度)
  - 愛称：Jiro (ジロー)、大東 (ダードン)
  - 身長：182cm、体重：68kg、血液型：O型。台湾・台北市出身。
  - 学歴：台湾復興美工広告設計科卒業。
  - 「MUA」というアパレルブランドを経営している。
  - バンド「東城衛（D.C.W.）」と「サイヤ人倶楽部」のメンバーでもある。
  - 2000年からMV出演やCM出演など、芸能の仕事をし、その後現事務所に入所した。
  - 2001年、当時所属していたレコード会社（BMG）の秘密兵器として陳小春、周杰倫そしてジローの3人の「3J計画」が立てられていたが、アメリカで9-11同時多発テロが起きレコード会社は閉鎖しプロジェクトはなくなりジローのデビューがなくなった。
  - レコード会社閉鎖後に、完兵役として徴兵を勤めている。
  - サブボーカル、ラップを担当。
  - 英語、中国語、台湾語、広東語、日本語を話すことが出来る。
  - モデル出身。

## 音楽作品

### シングル
- Stay with you（2008年5月21日）
- Treasure（2008年8月20日）
- ONLY YOU（2009年3月18日）

### アルバム
- 1st - 飛輪海〜日本限定盤〜（2007年11月21日）
- 2nd - 2FACES（2008年2月20日）日本盤発売
- 3rd - Touch Your Heart（2009年3月4日）日本盤発売
- 飛輪海 Japan Complete Edition（2009年9月16日）
- 4th - 太熱 SUPER HOT（2011年1月7日）日本盤発売
- 1st - 你在等什麼（2012年8月24日）＊汪東城
- 1st - 紀念日（2013年3月6日）日本盤発売＊炎亞綸

### ミニアルバム
- THE NEXT ME 下一個炎亞綸（2011年6月15日）日本盤発売＊炎亞綸
- DRAMA CUT（2014年7月23日）日本盤発売＊炎亞綸

### DVD
- 飛輪海 想入飛飛　FAHRENHEIT'S FANTASY WORLD TOUR TAIPEI SPECIAL 〜JAPAN EDITION〜 （2010年3月17日）

### TV サウンドトラック
- 終極一班 電視原聲帶（2006年2月1日）
  - 《一個人流浪》収録。
  - 《孺子可教》収録。
- 東方茱麗葉 電視原聲帶（2006年6月16日）
  - 《只對你有感覺》収録。
  - 《佔有》収録。
- 花樣少年少女 電視原聲帶（2006年12月5日）
  - 《超喜歡你》収録。
- 終極一家 電視原聲帶（2007年8月31日）
  - 《出神入化》収録。
  - 《不會愛》収録。
  - 《你是我所有的回憶》収録。＊辰亦儒
  - 《在水一方》収録。＊汪東城
  - 《願意不愛你》収録。＊炎亞綸
- 絕對達令 電視原聲帶（2012年4月20日）
  - 《Mr.Perfect》収録。
  - 《假裝我們沒愛過》収録。＊汪東城
  - 《完美心跳》収録。＊汪東城

## バラエティDVD
- 飛輪海スペシャル　ウーズン＆アーロン編（2008年8月29日）
- 飛輪海スペシャル　ケルビン＆ジロー編（2008年10月1日）
- 花君 STAY WITH YOU 2008（2009年2月20日）
- FahrenCiti Go!Go!（2009年3月18日）
- 飛輪海フェイルンハイA GO! GO! GO! Vol.1（2010年1月22日）
- 飛輪海フェイルンハイA GO! GO! GO! Vol.2（2010年1月22日）
- 飛輪海とVIVA!台湾（2010年3月17日）

## ビジュアルブック
- 海角一楽園（2007年6月20日）
- 飛輪海 Fahrenheit First（2007年11月16日）
- 飛輪海 in 日本（2009年3月30日）
- 原點 The beginning 飛輪海（2009年9月11日）
- VAN GOGH AND ME / ALL ABOUT JIRO （2010年10月11日）＊汪東城
- 逆向旅程「辰亦儒溫哥華留學記」（2011年5月18日）＊辰亦儒
- Taipei Dreamin' 〜夢遊私台北〜（2013年12月18日）＊炎亞綸

## 出演

### ドラマ
- 2002年　聽笨金魚唱歌（汪東城）
- 2003年　明星学園〜新麻辣鮮師（汪東城）
- 2003年　第八號當舖（汪東城）
- 2004年　安室愛美惠（炎亞綸）
- 2005年　惡作劇之吻『イタズラなKiss〜惡作劇之吻』（汪東城、ゲスト出演：炎亞綸、エキストラ出演：吳尊、辰亦儒）※原作:多田かおる『イタズラなKiss』
- 2005年　終極一班　『KO One〜終極一班』（汪東城、辰亦儒、炎亞綸、ゲスト出演：吳尊）
- 2006年　東方茱麗葉　『東京ジュリエット』　（吳尊）※原作:北川みゆき『東京ジュリエット』
- 2006年　花樣少年少女　『花ざかりの君たちへ〜花樣少年少女』（吳尊、汪東城）※原作:中條比紗也『花ざかりの君たちへ』
- 2007年　終極一家（汪東城、辰亦儒、炎亞綸、吳尊）※終極一班の続編的作品
- 2007年公主小妹　『ろまんす五段活用』　（吳尊、辰亦儒）※原作:藤田和子『ろまんす五段活用』
- 2007年　惡作劇2吻　『イタズラなKiss2〜惡作劇2吻』　（汪東城、炎亞綸）※原作:多田かおる『イタズラなKiss』
- 2008年　翻滾吧!蛋炒飯　『トキメキ 玉子チャーハン』（汪東城）
- 2008年　籃球火 Hot Shot　『ホット・ショット』（吳尊）
- 2008年　霹靂MIT 『イケメン探偵倶楽部MIT』（炎亞綸）
- 2009年　愛就宅一起　『モモのお宅の王子さま』（汪東城）
- 2009年　終極三國（ゲスト出演：汪東城、辰亦儒、炎亞綸）　※「終極」シリーズの最終章
- 2009年　桃花小妹『桃花タイフーン!!』（汪東城、辰亦儒）※原作:藤田和子「桃花タイフーン!!」
- 2010年　愛似百匯　『パフェちっく!』　（炎亞綸、辰亦儒）※原作:ななじ眺『パフェちっく!』
- 2010年　死神少女（炎亞綸）　※原作:永遠幸『地獄少女』
- 2011年　陽光天使（吳尊、ゲスト出演：汪東城、辰亦儒、炎亞綸）
- 2011年　幸福蒲公英 （ゲスト出演：汪東城）
- 2012年　絕對達令　『絶対彼氏。』（汪東城）※原作:渡瀬悠宇『絶対彼氏。』
- 2012年　給愛麗絲的奇蹟　『アリスへの奇跡』（炎亞綸）
- 2012年　愛情闖進門　『恋のキセキ』（辰亦儒）
- 2013年　姐姐立正向前走　『恋せよ姐GO!』（汪東城）
- 2013年　終極一班2　『不良<ヤンキー>ですね』（汪東城）
- 2013年　原來是美男　『美男<イケメン>ですね〜Fabulous★Boys』（汪東城）
- 2013年　我愛幸運七（辰亦儒）
- 2013年　就是要你愛上我　『王子様をオトせ!』（炎亞綸）
- 2013年　遇見幸福300天（吳尊）
- 2014年　愛情來的時候（炎亞綸）（香港TVB - 共演・渡辺直美）
- 2014年　愛上兩個我　『恋にオチて！俺×オレ』（炎亞綸）
- 2014年　七個朋友（炎亞綸）
- 2014年　我的寶貝四千金（炎亞綸）
- 2014年　終極X宿舍（汪東城）
- 2015年　只因單身在一起（汪東城）
- 2015年　超級大英雄　『超級☆大英雄〜遥かなる時空を超えて〜』（汪東城）
- 2015年　極品女士第四季（汪東城）
- 2015年　尋找北極光（汪東城）
- 2015年　廢柴兄弟3（吳尊）
- 2016年　櫻桃小丸子（汪東城）
- 2016年　後菜鳥的燦爛時代　『華麗なる玉子様〜スイート♥リベンジ』（炎亞綸）
- 2018年　一路繁花相送　『メモリーズ・オブ・ラブ〜花束をあなたに〜』（炎亞綸）
- 2018年　萌妃駕到　『萌妃の寵愛絵巻』（汪東城）
- 2020年　因為我喜歡你（汪東城）

### 日本のドラマ
- 金田一少年の事件簿 香港九龍財宝殺人事件（2013年1月12日、日本テレビ）＊リー・バイロン役-吳尊
- 金田一少年の事件簿 獄門塾殺人事件（2014年1月4日、日本テレビ）＊リー・バイロン役-吳尊

### 日本の番組
- C-POP World F4通信（BS日テレ）
- C-POP World 恋し☆チャイナ!（BS日テレ）
- C-POP World 恋する電視台（東京MXテレビジョン ）
- C-POP World 華流Kiss（TOKYO MX）
- C-POP World 華琉（BSジャパン）
- ズームイン!!SUPER（日本テレビ）
- PON!（日本テレビ）
- SUNDAY COWNTDOWN SHOW シューイチ（日本テレビ）
- 日テレNEWS24（日本テレビ）
- 開運美女と開運イケメン大集結!新春しゃべくり007 6時間半スペシャル（日本テレビ）
- 今夜放送！『金田一少年の事件簿　香港九龍財宝殺人事件』秘蔵ファイル蔵出しSP（日本テレビ）
- スクール革命!（日本テレビ）
- NEWS ZERO（日本テレビ）
- めざましテレビ（フジテレビ）
- とくダネ（フジテレビ）
- フジテレビからの〜！（フジテレビ）
- アイドリング!!!（フジテレビONE）
- 王様のブランチ（TBS）
- あさパラ!（讀賣テレビ放送）
- おはよう朝日です（ABCテレビ）
- ちちんぷいぷい（毎日放送）
- パフェちっく！直前　飛輪海スペシャル（ABC朝日放送）
- モーニングジャスト（群馬テレビ）
- あっぷ&UP!（関西テレビ）
- STATIONQ（琉球朝日放送）
- 沖縄BON!!（RBC 琉球放送）
- Jナビ（BSジャパン、テレビ東京）
- MADE IN BS JAPAN（BSジャパン）
- MADE IN BS JAPAN アジアスキ（BSジャパン）
- だいすけ君が行く!!ポチたま新ペットの旅〜台湾でおもしろペット探そう!2時間スペシャル〜（BSジャパン）
- ケルビンの独り言トーク！（スカパー！e2）
- 華流ファンタメ（CS フジテレビTWO）
- 華流BIGスターSP（アジアドラマチックTV★So-net）
- 上野まり子のアジアンスターインタビュー（アジアドラマチックTV★So-net）
- 花ざかりの君たちへ〜イケメン♂パラダイス〜最終回直前緊急生放送スペシャル（フジテレビ）
- SmaSTATION!!（テレビ朝日）
- やじうまテレビ!〜マルごと生活情報局〜（テレビ朝日）
- ドラばらッ！ ベリー・ベスト・オブ金田一少年の 事件簿 歴代傑作選＆新作ナビSP（関東ローカル）
- キャッチあい（あいテレビ）
- テレビで中国語（NHK教育テレビ）
- アジアクロスロード（NHK BS1）
- アジアンアイドルTV〜イケメンワールド〜（NHK BS2）
- 台湾新発見〜のんびり縦断の旅〜（BS11）
- 飛輪海とVIVA!台湾（BS日テレ）
  - #1　台北101篇 - アーロン
  - #2　宜蘭篇 - ウーズン
  - #3　淡水篇 - ジロー
  - #4　三峡篇 - ケルビン
- 名人帯路〜スターガイド〜 飛輪海篇（DATV）
  - #1　東北角篇 - ウーズン
  - #2　開運スポット篇 - ジロー
  - #3　台南篇 - アーロン
  - #4　台北篇 - ケルビン

### 来日時に出演した番組
- 森田一義アワー 笑っていいとも!（フジテレビ）
- デジ@缶（TBS）
- キ・ニ・ナ・ル!（BS-i）
- 台湾再発見（テレビ東京）
- ごごたま（テレビ埼玉）
- NEWS ゆう+（ABCテレビ）
- おはようコールABC（ABCテレビ）
- MADE IN BS JAPAN（BSジャパン）
- アンデュ（中京テレビ）

### インターネットテレビ
- アジアンビューティボーイズ 飛輪海インタビュー（GyaO!）
  - #1 ジロー
  - #2 ケルビン
  - #3 飛輪海
  - #4 ウーズン
- “飛輪海”の『アーロン』来日記念特別番組！（ニコニコチャンネル）:来日時に生出演
- 台湾新聞（台湾新聞社）
- AARON'S BAR〜素のAARONに迫る90分〜（ニコニコチャンネル）:来日時に生出演

### 映画
- 『バタフライ・ラヴァーズ』武俠梁祝　Butterfly Lovers、2008年（吳尊）
- 『処刑剣 14BLADES』錦衣衛 14 Blades、2010年（吳尊）:2011年5月28日 全国ロードショー、ソニー・ピクチャーズ エンタテインメント (日本)
- 『マイ・キングダム』大武生 My Kingdom、2011年（吳尊）:2011カンヌ国際映画祭出品作品。
- 紫宅〜THE HOUSE〜、2011年（汪東城）:主題歌「替我」を汪東城が歌っている。
- 開心魔法 Magic To Win、2011年（吳尊）
- 我的美麗王国 Top Model、2012年（汪東城）
- 『楊家将〜烈士七兄弟の伝説〜』一門忠烈之楊家将 Saving General Yang、2013年（吳尊）
- 特种救援英雄 Special Rescue Heroes、2013年（吳尊）
- 他她他  3 Peas In A Pod、2013年（辰亦儒）
- 我的播音系女友 Broadcasting Girl 、 2013年（汪東城）
- 怨靈人偶3D Bloody Doll 、2014年（汪東城）
- 盜墓空間、2014年（汪東城）
- 槑計劃　Foolish Plan、2015年（汪東城）
- 大轟炸、2015年（汪東城）
- 『楊貴妃 レディ・オブ・ザ・ダイナスティ』王朝的女人·楊貴妃　Lady of the Dynasty、2015年（吳尊）
- Security、2017年（汪東城）:初ハリウッド映画。アントニオ・バンデラス主演。

### CM
- 飛輪海・台湾観光CM（2008年-2012年）

### イベント
- イタキス祭り TOKYO2007（2007年5月6日、ラフォーレミュージアム六本木）＊汪東城
- 飛輪海アーロン・ファンミーティング in NAGOYA（2007年8月11日、名古屋パルコ西館9F クレストンホテル クレストンルーム）＊炎亞綸
- 飛輪海日本デビューイベント・デビュー記者会見（2007年11月24日、六本木ヒルズアリーナ）
- 飛輪海ケルビンin広島〜世界で一番受けたいケルビン先生の授業（2007年12月14日、広島CLUB QUATTRO）＊辰亦儒
- 飛輪海『全員握手会』（2008年2月24日、Stellar Ball（ステラボール） ）
- 琴子&直樹&金ちゃんに会える! イタキス サイン会（2008年4月27日、デックス東京ビーチ アイランドモール6F 台場小香港中央公園）＊汪東城
- 飛飛Festa!〜Meet Jiro and Calvin〜（2008年04月29日、日本青年館）＊汪東城、辰亦儒
- 花君 STAY WITH YOU 2008（2008年8月30日、ゆうぽうと）＊吳尊、汪東城
- 飛輪海来日イベント（2009年4月4日、TFTホール1000）

3rdアルバム「Touch Your Heart」と3rdシングル「ONLY YOU」のリリース連動イベントとして握手会を開催。
- 浪漫純愛日和（2009年5月2日、なら100年会館）＊吳尊、辰亦儒
- ホット・ショットDVD発売記念イベント（2010年1月11日、ゆうぽうと）＊吳尊
- 飛輪海ジローのサイン＆握手会（2010年2月11日、ポニーキャニオン本社1F イベントスペース）＊汪東城
- 沖縄de飛飛Festa!〜ジローver.〜（2010年6月5日〜6日、パシフィックホテル沖縄2F 万座の間）＊汪東城
- モモのお宅の王子さま〜愛就宅一起〜主要キャスト来日イベント（2010年8月1日、品川インターシティホール）＊汪東城
- JIRO WANG FANMEETING〜ONE LOVE〜（2010年10月11日、ラフォーレミュージアム六本木）＊汪東城
- イケメン探偵倶楽部MITアーロン来日イベント AARON in JAPAN2010（2010年11月13日、ラフォーレミュージアム六本木）＊炎亞綸
- 桃花タイフーン!! 恋のタイフーンin東京（2011年1月10日、ゆうぽうと）＊汪東城、辰亦儒
- SUPER HOTリリース記念イベント（2011年1月11日、ラゾーナ川崎プラザルーファ広場　グランドステージ）
- 処刑剣 14BLADES / 舞台挨拶付き上映会（2011年4月2日、文京シビックホール 大ホール）＊吳尊 - 地震の影響により中止。
- CHUN ZONE 2011 JAPAN FANMEETING（2011年4月3日、Zepp Tokyo）＊吳尊 - 地震の影響により中止。
- CLUB AARON 来日FANMEETING 2011（2011年5月5日、日本橋三井ホール）＊炎亞綸 - 地震の影響により中止。
- CHUN ZONE 2011 JAPAN FANMEETING 振替公演（2011年7月2日、Stellar Ball（ステラボール））＊吳尊
- AARON 1st ソロ・ミニアルバム「THE NEXT ME」リリース記念イベント（2011年7月2日〜3日、大阪:千里セルシー セルシー広場、東京:東京ドームシティ ラクーアガーデンステージ）＊炎亞綸
- THE HEART OF ASIA TIME FOR TAIWAN FAHRENHEIT FANMEETING IN TOKYO（2011年10月1日、TOKYO DOME CITY HALL (旧JCB HALL)）
- 飛輪海 in 日本JATA旅博（2011年10月2日、東京ビッグサイト 東ホール 台湾観光ブース A38 飛輪海特設 EAST STAGE）
- CALVIN SMILE CLUB FANMEETING 2012（2012年2月19日、ラフォーレミュージアム六本木）＊辰亦儒
- CLUB AARON FANMEETING 2012 振替公演（2012年3月3日、ラフォーレミュージアム六本木）＊炎亞綸
- 『パフェちっく! 〜スイート・トライアングル〜』主要キャスト来日ドラマイベント（2012年4月28日、Stellar Ball（ステラボール））＊辰亦儒、炎亞綸
- JIRO ONE LOVE FANMEETING 2012（2012年5月26日、室町東三井ビルディング|日本橋三井ホール）＊汪東城
- CHUN ZONE FANMEETING 2012（2012年7月7日〜8日、大阪:なんばHatch、東京:Stellar Ball（ステラボール））＊吳尊
- a-nation musicweek Asia Progress M（2012年8月9日、国立代々木競技場第一体育館）＊炎亞綸
- 絶対彼氏〜My Perfect Darling〜 ジロー来日イベント（2012年9月4日、シネマート六本木SCREEN 1）＊汪東城
- CALVIN　SMILE　CLUB　スマイルツアー 2012 IN 富士急ハイランド（2012年9月15日〜16日、富士急ハイランド、山岸旅館2F 赤富士）＊辰亦儒
- CHUN ZONE FANMEETING 2013 IN NAGOYA&TOKYO（2013年4月28日〜29日、名古屋：Zepp Nagoya、東京:Stellar Ball（ステラボール））＊吳尊
- 1st Album「The Moment-紀念日-」リリース記念イベント（2013年5月11日〜12日、大阪:あべのキューズモール3Fスカイコート、東京:池袋サンシャインシティアルパB1F 噴水広場）＊炎亞綸
- CALVIN SMILE CLUB FANMEETING 2013（2013年5月19日、日本橋三井ホール）＊辰亦儒
- ONE♥TOUR 2013 IN KYOTO（2013年5月31日〜6月1日、花園会館）＊汪東城
- JIRO WANG FIRST CONCERT IN OSAKA&TOKYO（2013年5月31日、6月2日、大阪：なんばHatch、東京：日本橋三井ホール）＊汪東城
- CLUB AARON FANMEETING 2013（2013年7月6日、Stellar Ball（ステラボール））＊炎亞綸
- アリスへの奇跡 DVD-BOX購入者限定イベント（2013年8月4日、ラフォーレミュージアム六本木）＊炎亞綸
- a-nation island Asia Progress 〜White Beach〜（2013年8月6日、国立代々木競技場第一体育館）＊炎亞綸
- AARON YAN INSOMNIA JAPAN CONCERT（2013年10月5日〜6日、SHIBUYA-AX）＊炎亞綸
- 「美男＜イケメン＞ですね〜Fabulous★Boys」DVD発売記念イベント 渋谷で＜サイン会＞ですね〜A.N.JELL in Tower Records Shibuya（2013年11月15日、タワーレコード渋谷店 B1F「CUTUP STUDIO」）＊汪東城
- 「美男ですね〜fabulous☆boys 」リリース記念 11.15 SHIBUYA　TSUTAYAにA.N.JELLがやってくる！（2013年11月15日、SHIBUYA TSUTAYA　B1F ）＊汪東城
- JIRO ONE LOVE FANMEETING 2013（2013年11月15日、Stellar Ball（ステラボール））＊汪東城
- JIRO with A.N.JELL SPECIAL FANMEETING（2013年11月16日、Stellar Ball（ステラボール））＊汪東城
- AARON Taipei Dreamin’ SPECIAL EVENT（2014年1月11日〜12日、東京：山野ホール、大阪：エル・シアター）＊炎亞綸
- CHUN ZONE FANMEETING 2014（2014年4月13日、Stellar Ball（ステラボール））＊吳尊
- ONE♥TOUR 2014（2014年4月19日〜20日、ホテルJALシティ田町東京他）＊汪東城
- SEAGAIA MUSIC RESORT 2014（2014年6月29日、フェニックス・シーガイア・リゾート特設会場）＊炎亞綸
- AARON NEW ALBUM「DRAMA」「CUT」リリース記念イベント （2014年9月13日〜15日、東京：TOWERminiダイバーシティ東京プラザ店 2Fフェスティバル広場、名古屋：ナディアパーク　2Fアトリウム・イベントスペース、大阪：阪急西宮ガーデンズ4階スカイガーデン・木の葉のステージ　）＊炎亞綸
- CALVIN SMILE FESTIVAL 2014（2014年10月11日、恵比寿ザ・ガーデンルーム）＊辰亦儒
- CALVIN SMILE FESTIVAL 2014 〜スマイルツアー編〜（2014年10月12日、さがみ湖リゾート プレジャーフォレスト ）＊辰亦儒
- The Aaron Time影音館DVD リリース記念イベント（2015年1月10日、阪急西宮ガーデンズ4階スカイガーデン・木の葉のステージ）＊炎亞綸
- AARON LAND 第1回 ファンクラブイベント（2015年1月12日、品川インターシティホール）＊炎亞綸
- AARON JAPAN ORIGINAL 1st SINGLE「MOISTURIZING」リリース記念イベント（2015年3月20日～22日、東京：マルイシティ渋谷 1F店頭プラザ、埼玉：イオンレイクタウンKaze 1F光の広場、大阪：あべのキューズタウン  3Fスカイコート）＊炎亞綸
- CHUN ZONE FANMEETING 2015（2015年4月11日、恵比寿ザ・ガーデンホール）＊吳尊
- AARON JAPAN ORIGINAL 2nd SINGLE「Gelato」リリース記念イベント（2015年9月13・16日、大阪：大阪ビジネスパーク円形ホール、東京：大歳ブライトコアホール）＊炎亞綸
- AARON 「Gelato」 Release Special Live 2015（2015年9月15・17日、大阪：梅田CLUB QUATTRO、東京：渋谷CLUB QUATTRO）＊炎亞綸
- 日本女子博覧会（2015年10月31日、インテックス大阪5号館）＊辰亦儒
- AARON “第2回ファンクラブイベント（2016年4月24日、品川プリンスホテル クラブeX ）＊炎亞綸
- AARON JAPAN ORIGINAL 3rd SINGLE「モノクローム・ダンディー」リリース記念イベント（2016年6月18・19日、関西：阪急西宮ガーデンズ　4階スカイガーデン・木の葉のステージ、東京：お台場ヴィーナスフォート2F 教会広場）＊炎亞綸

## ツアー
- FAHRENHEIT'S FANTASY WORLD TOUR(2008年-2009年)

## タイアップ
| 曲タイトル | タイアップ |
| ---------- | --- |
| Treasure   | フジテレビ系『志村屋です。』エンディング・テーマ/ フジテレビ系『なべあちっ!』エンディング・テーマ/ テレビ神奈川 、千葉テレビ放送『ひるたま』エンディング・テーマ |

## 受賞歴
2006年
- Best Group, TVB8 Awards
- Best Foreign Newcomer, HK Metro Hits Awards
- 2006 Sprite Awards, Taiwan Region: Most Popular Act Award
- 2006 Sprite Awards, Best Duet Award
- 2006 Sprite Awards, Best Group Award
- KKBOX Music Charts, Top 20 Singles of the Year
- KKBOX Music Charts, Best Drama Soundtrack

2007年
- HK Metro Hits Awards, K-Music Charts
- HK Metro Hits Awards, Best Group
- Top Song, TVB8 Awards
- Most Popular Idol Group (Taiwan Area), Sprite Awards
- Favorite Duet Song, Sprite Awards
- Best Group (Taiwan & Hong Kong Area), Sprite Awards
- Best New Group, 13th Chinese Music Awards
- Top 20 Songs of the Year, KKBOX Music Charts
- Best Drama Soundtrack, KKBOX Music Charts
- Best Male Group, HITO Music Awards 2007
- Top 10 Songs of the Year Singapore Hit Awards
- Courts Best MV Singapore Hit Awards
- Most Popular Newcomer Singapore Hit Awards
- Most Popular Act of the Year Singapore Hit Awards
- Canada Chinese Radiostation Music Charts: Best Newcomer

2008年
- 2008年度RoadShow至尊頒奨礼
- 2008 Roadshow Awards, Best Chinese Group
- HITO Music Awards 2008, Best Drama Soundtrack
- KISS APPLE Love Songs Chart #1
- SINA Music Awards, Best Group
- IFPI Hong Kong Album Sales Award, Top 10 Best-Selling Albums
- IFPI Hong Kong Album Sales Award, Best-Selling Album
- Most Popular Group, HITO Music Awards 2008
- Fei Di-e Award -- Mengniu Music Awards 2008
- Y.E.S. 93.3FM Music Chart Top Ten Pick-Exist For You Singapore Hit Awards
- Y.E.S. 93.3FM Music Chart Top Ten Pick-New Home Singapore Hit Awards
- Most Popular Group, Singapore Hit Awards
- Best Group, Singapore Hit Awards
- 港台金曲奨
- 伝媒推荐大奨
- 最優秀組合奨
- 全国DJ投票卓越表現大奨

2009年
- 2009 Sprite Awards, Taiwan Media Recommendation Award
- 2009 Sprite Awards, Asia Pacific Region: Best Group
- 2009 Sprite Awards, Hong Kong and Taiwan Region Top Song
- 2009 MusicRadio Top Charts, Hong Kong and Taiwan Region: Most Popular Group
- 2009 MusicRadio Top Charts, Hong Kong and Taiwan Region: Most Popular Group on Campus
- 2009 MusicRadio Top Charts, Best Song: New Home
- Best Group Award, Mengnui Music Awards 2009
- 蒙牛Musicradio中国TOP頒奨典礼
- Most Popular Group, Music Radio Awards
- Best Male Group, HITO Music Awards
- 2009 MTV Music Festival Awards, Taiwan and Hong Kong Region
- 2009 Yahoo! Asia Buzz Awards (HK): Performing Group
- 港台金曲
- 伝媒推荐大奨
- 最優秀舞台演繹奨
- 最優秀組合奨

2010年
- 2010 Sprite Awards, Hong Kong and Taiwan Region Top Song
- 2010 Sprite Awards, Taiwan Media Recommendation Award
- 2010 Sprite Awards, Taiwan and Hong Kong Region: Best Performer Award
- 2010 Sprite Awards, Asia Pasific Region: Best Group
- 2010 MusicRadio Top Charts, Hong Kong and Taiwan Region: Most Popular Group
- 2010 MusicRadio Top Charts, Taiwan and Hong Kong Region Most Played Song
- 2010 MusicRadio Top Charts, Taiwan and Hong Kong Region Top 10 Hits
- IFPI Hong Kong Album Sales Award, Top 10 Best-Selling Albums
- 2010 Mengniu Music Awards
- 2010 Mengniu Music Awards, Most Played Song
- 2010 Taiwan Top 10 Most Earning Singers
- 2010雪碧榜中国原創音楽流行榜頒奨典礼 港台金曲奨
- 2010雪碧榜中国原創音楽流行榜頒奨典礼 亜太地区最優秀組合奨
- 2010雪碧榜中国原創音楽流行榜頒奨典礼 台湾地区我最喜愛人気偶像奨
- 2010雪碧榜中国原創音楽流行榜頒奨典礼 台湾地区最優秀舞台縯繹奨

2011年
- 2011 Baidu Entertainment Boiling Point Awards: Best Group
- 2011 Baidu Entertainment Boiling Point Awards: Hong Kong and Taiwan Region Top Song
- 2011 Baidu Entertainment Boiling Point Awards:港台十大金曲
- 第2屆 MY Astro至尊專業表現
- 第2屆 MY Astro至尊組合/楽団(金)
- 第15屆華語榜中榜 港台最佳組合
- 蒙牛酸酸乳MusicRadio中国TOP排行榜頒奨晚会 港台年度最受歓迎組合
- 2011年全球流行音楽金榜
- 華娯衛視亜洲十大紅人盛典
- 第十七屆新加坡金曲奨 最受歓迎団体
- 2011專輯年度銷售TOP 5＊炎亞綸
- 2011蒙牛酸酸乳新人盛典 新人盛典最受歓迎男歌手＊炎亞綸
- 2011音楽先鋒榜頒奨盛典 港台十大先鋒金曲＊炎亞綸
- 2011音楽先鋒榜頒奨盛典 音楽先鋒榜2011年度台湾最佳新人奨＊炎亞綸
- 2011蒙牛酸酸乳音楽風云榜新人盛典 最受歓迎男歌手＊炎亞綸

2012年
- 2012雪碧榜超級紅人館 我最喜愛爱人気偶像奨 台湾地区＊炎亞綸
- 2012雪碧榜超級紅人館 伝媒推荐大奨 台湾地区＊炎亞綸
- 2012第3屆My Astro至尊流行頒獎禮 获得至尊新人奬 ＊炎亞綸
- 2012MusicRadio中國Top排行榜 最受歡迎新人（港臺）＊炎亞綸
- 2012HITO流行音楽奨 最受歡迎新人＊炎亞綸
- 2012第12届音乐风云榜 最受歡迎新人獎＊炎亞綸
- 2012新加坡e樂大賞 e樂人氣海外新人＊炎亞綸
- 2012第十六屆全球華語榜中榜影響力大典 港台最佳组合奖
- 2012第五届音乐风云榜新人盛典 最受欢迎歌手＊汪東城